# Antonio Marziali
Antonio Marziali (San Benedetto del Tronto, 30 dicembre 1961) è un ex sciatore alpino italiano paralimpico.
Partecipò ad un'edizione dei Giochi paralimpici invernali, vincendo una medaglia.

## Biografia
Ipovedente di Mestrino, Marziali rappresentò l'Italia ai IV Giochi paralimpici invernali di Innsbruck 1988, dove vinse la medaglia di bronzo nella discesa libera nella categoria B2. Nello slalom gigante B2 si classificò al 4º posto..

## Palmarès

### Paralimpiadi
- 1 medaglia[4]:
  - 1 bronzo (discesa libera a Innsbruck 1988)